# رضا لواسانی
رضا لواسانی (زادهٔ ۱۳۴۰ خورشیدی در تهران) مجسمه‌ساز، تصویرگر، نقاش و طراح صحنه اهل ایران است. آثار لواسانی در نمایشگاه‌های متعددی در داخل و خارج از کشور به نمایش درآمده‌اند.

## فعالیت‌ها
طراحی صحنه و ماسک برای تئاتر، تصویرگری ۳۵ عنوان کتاب در داخل و خارج ازایران، برندهٔ چندین جایزهٔ داخلی و بین‌المللی نگارش مقالات مختلف در زمینهٔ تصویرگری و نقاشی، نگارش طرح درس برای فیلم‌های آموزشی در زمینهٔ طراحی و نقاشی و از جمله فعالیت‌های این مجسمه‌ساز محسوب می‌شوند.
رضا لواسانی تعدادی از مجسمه‌های عظیم خود را با الهام از اشعار حافظ و مولانا با عنوان «حیرت» خلق کرده‌است.
او همچنین آثاری را با تکنیک پاپیه ماشه (خمیر کاغذی) در کارنامه‌اش دارد.
در مجموع، آثار لواسانی، نشانی بر پیوند فکری این هنرمند صاحب‌سبک با زبان غزل حافظ و بیان امروزین او به شکل حجم‌های عظیم است.
رضا لواسانی که در رویدادهای معتبر هنری نظیر آرت‌فرهای کانتمپورِری استانبول و دو دوره آرت دوبی از سوی گالری اثر شرکت داشته، برگزیدهٔ جوایز برتر چهارمین دوسالانه مجسمه، ششمین دوسالانه بین‌المللی تصویرگری، کنکور نوما، توکیو ژاپن و… شده‌است.
این مجسمه‌ساز تصویر آثارش را در کتاب گرافیک معاصر ایران در هلند، مجلهٔ وروم انگلستان و تقویم یونسکو به چاپ رسانده‌است.

## پی‌نوشت
1. ↑  زندگینامه: رضا لواسانی.
2. ↑  زندگینامه: رضا لواسانی.
3. ↑  زندگینامه: رضا لواسانی.
4. ↑  زندگینامه: رضا لواسانی.
5. ↑  زندگینامه: رضا لواسانی.
6. ↑  زندگینامه: رضا لواسانی.
7. ↑  زندگینامه: رضا لواسانی.